# Pécsi Női Kosárlabda Szurkolók Közössége
A Pécsi női kosárlabda szurkolók közössége egy pécsi szurkolócsapat. A szurkolói közösség a Pécsi Zebrák néven hivatalosan is bejegyzett közösséget alkottak 2001 óta. Pécs városától is kapott elismerést, 2007-ben Pro Communitate díjjal tüntették ki őket. 2012-ben a Hatodik Játékos Alapítvány létrehozásával próbálták megőrizni csapatuk értékeit. 2012 májusától válságossá vált a pécsi kosárlabda élet, az ambíciók kétfelé szakították a csapatot. A szurkolók kinyilvánították, hogy arra törekszenek, mielőbb egyesüljön és újra régi fényében ragyogjon a női pécsi kosárlabda.
A Mizo Pécs 2010 bajnoki címeit és kupagyőzelmeit szimbolizáló zászlókat, valamint Horváth Judit visszavonultatott mezét is őrzik.
Jelenleg a PINKK-Pécsi 424 csapat támogatói.